# Monkeybone
Monkeybone is een komedie-fantasyfilm uit 2001 onder regie van Henry Selick. Het verhaal hierin is gebaseerd op dat uit de graphic novel Dark Town van Kaja Blackley en Vanessa Chong. De film is een combinatie van liveaction en stop-motionanimatie.

## Verhaal
Stuart 'Stu' Miley is een stripmaker en de geestelijk vader van stripfiguur Monkeybone. Hij heeft een mooie vriendin, Julie McElroy. Vlak voor hij haar ten huwelijk wil vragen, krijgt hij een auto-ongeluk en belandt hij in een coma. Zijn geest belandt daarbij in Down Town, een wereld met zowel echte mensen, stripfiguren als mythische wezens en andere bedenksels. In deze wereld bestaat ook zijn eigen creatie Monkeybone echt.

## Rolverdeling
| Acteur           | Personage               |
| ---------------- | ----------------------- |
| Brendan Fraser   | Stu Miley               |
| Bridget Fonda    | Julie                   |
| John Turturro    | Monkeybone (stem)       |
| Rose McGowan     | Miss Kitty              |
| Megan Mullaly    | Kimmy Miley             |
| Whoopi Goldberg  | de Dood                 |
| Lisa Zane        | Medusa                  |
| Doug Jones       | Yeti                    |
| Roger L. Jackson | Arnold the Super Reaper |